# Ceropegia oculata
Ceropegia oculata är en oleanderväxtart som beskrevs av William Jackson Hooker. Ceropegia oculata ingår i släktet Ceropegia och familjen oleanderväxter. Utöver nominatformen finns också underarten C. o. satpudensis.